# Propentofylline
Propentofylline (HWA 285) là một dẫn xuất xanthine với tác dụng bảo vệ thần kinh có mục đích.

## Dược lý
Nó là một chất ức chế phosphodiesterase.
Nó cũng hoạt động như một chất ức chế tái hấp thu adenosine.

## Công dụng
Nó được nghiên cứu như là một phương pháp điều trị khả thi cho bệnh Alzheimer và chứng mất trí nhớ nhiều lần.
Propentofylline cũng đã được nghiên cứu, ở mức độ thấp hơn, như là một biện pháp bổ sung có thể trong điều trị đột quỵ do thiếu máu cục bộ, do tính chất giãn mạch của nó.
Propentofylline được sử dụng trong thú y như là một chế phẩm lão khoa cho chó già.